# Le Principal principal
Le Principal principal (The Principal and the Pauper) est le 2e épisode de la saison 9 de la série télévisée d'animation Les Simpson.

## Synopsis
L'école élémentaire de Springfield prépare les vingt ans de la carrière de Seymour Skinner, le directeur. Lisa prépare un exposé oral avec Ralph Wiggum et Bart prépare des boulettes avec des drapeaux américains (en hommage à son engagement dans la guerre du Viêt Nam) en fait réalisées avec de la pâtée pour chiens (Homer les mangera).
Agnès Skinner conduit son fils à l'école et Seymour est heureux, sauf qu'un inconnu débarque ; il s'agit du vrai Seymour Skinner, porté disparu et présumé mort au Viêt Nam. Le directeur avoue qu'il s'appelle en réalité « Armin Tamzarian » et qu'il a pris pendant toutes ces années la place du vrai Skinner afin d'avoir une vie meilleure. Il démissionne et réintègre sa vie d'avant-Viêt Nam à Capital City. Le vrai Seymour Skinner devient le nouveau directeur. Mais Agnès, Edna Krapabelle et Marge veulent convaincre Armin de revenir. Il refuse mais sa mère (adoptive) l'y oblige, car son vrai fils est trop « désobéissant ». Skinner (le vrai) est chassé de Springfield et Armin récupère son nom, son passé, son avenir et son présent.

## Polémique

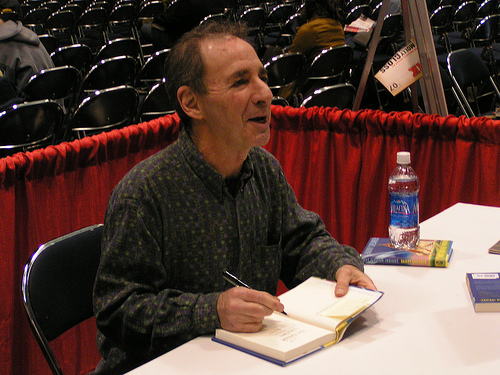
Harry Shearer (la voix U.S du Principal Skinner), en 2007

Certains fans et critiques ont trouvé que la série a fait son « jumping the shark » en diffusant cet épisode. 
C'est l'opinion que partagent un certain nombre de fans et critiques sur cet épisode, révélateur d'après eux du tournant que Les Simpson ont pris au fil des années.
Au sein même de l'équipe de production, l'épisode prête à polémique. Harry Shearer (la voix U.S du Principal Skinner) et Matt Groening désavouent l'épisode. A contrario, Ken Keeler, le scénariste de Le Principal principal, pense que c'est le meilleur épisode qu'il ait jamais écrit.

## Invité
- Martin Sheen : la scène avec les explosions sur le pont est une référence à Apocalypse Now dans lequel joue l'acteur.